# Maria Luisa Cassanmagnago Cerretti
Pour les articles homonymes, voir Ceretti.
Maria Luisa Cassanmagnago Cerretti, née le 17 avril 1929 à Bergame et morte le 4 août 2008 à Milan, est une femme politique italienne.
Membre du Démocratie chrétienne puis du Parti populaire italien, elle siège à la Chambre des députés de 1972 à 1976 et de 1976 à 1979, ainsi qu'au Parlement européen de 1979 à 1994.